# Chéri
Chéri er en fransk/britisk/tysk drama film fra 2009, der er instrueret af Stephen Frears. Den har Michelle Pfeiffer og Rupert Friend i hovedrollerne og er baseret på en roman af den franske forfatter Colette. Filmen havde premiere i 2009 til Den internationale filmfestival i Berlin.

## Handling
I Paris i 1900-tallet fortæller Chéri om slutningen på en seksårig affære mellem en midaldrende kurtisane, Léa, og en smuk ung mand, Chéri. Men personlighederne er vendt op og ned, når det er Chéri der går med silkepyjamas og Léas perler, der er en lurergenstand.

## Medvirkende
- Michelle Pfeiffer – Léa de Lonval
- Rupert Friend – Fred 'Chéri' Peloux
- Kathy Bates – Madame Charlotte Peloux
- Felicity Jones – Edmée
- Frances Tomelty – Rose
- Anita Pallenberg – La Copine
- Harriet Walter – La Loupiote
- Iben Hjejle – Marie Laure